# 伴随丛
在数学中，伴随丛（adjoint bundle）是一个自然相配于任何主丛的向量丛。伴随丛的纤维带有李代数结构使得伴随丛成为一个代数丛。伴随丛在联络理论以及规范理论中都有重要的应用。

## 形式定义
设 G 是一个李群，李代数为 {\displaystyle {\mathfrak {g}}}，并设 P 是光滑流形 M 上一个主 G 丛。令
{\displaystyle \mathrm {Ad} :G\to \mathrm {Aut} ({\mathfrak {g}})\subset \mathrm {GL} ({\mathfrak {g}})}
是 G 的伴随表示。P 的伴随丛是配丛
{\displaystyle \mathrm {Ad} _{P}=P\times _{\mathrm {Ad} }{\mathfrak {g}}.}
伴随丛通常也记做 {\displaystyle {\mathfrak {g}}_{P}}。具体地，伴随丛的元素是二元组 [p,x] 的等价类，其中 p ∈ P 与 x ∈ {\displaystyle {\mathfrak {g}}} 使得
{\displaystyle [p\cdot g,x]=[p,\mathrm {Ad} _{g}(x)]}
对所有 g ∈ G。因为伴随丛的结构群由李代数的自同构组成，纤维自然带有一个李代数结构使得伴随丛成为 M 上一个李代数丛。

## 性质
M 上取值于 AdP 的微分形式一一对应于 P 上水平 G-等变李代数值形式。一个基本例子是 P 上任何联络的曲率可以视为 M 上取值于 ADP 的 2-形式。
伴随丛截面的空间自然是一个（无穷维）李代数。它可以视为 P 的规范变换无穷维李群的李代数，它能想象为丛 P ×Ψ G 的截面，这里 Ψ 是 G 在自身上的共轭作用。